# Fort Pélissier
Le Fort Pélissier, anciennement connu sous le nom de Fort Aventure est un parc de loisirs situé à la limite entre les communes de Pont-Saint-Vincent et de Bainville-sur-Madon, à 15 km au sud de Nancy, sur un plateau dominant Neuves-Maisons.
Il est installé dans l'ancien fort de Pont-Saint-Vincent, un ouvrage fortifié construit à la fin du XIXe siècle.

## Mission de fort d'arrêt
À la fin de la guerre franco-allemande de 1870, la frontière franco-allemande est tracée au milieu de la Lorraine, séparant la Meurthe-et-Moselle, qui reste française, et l'Alsace-Lorraine, qui fait désormais partie de l'Empire allemand. Presque aussitôt, la République française fait construire de nouvelles fortifications le long de cette nouvelle frontière, une ligne discontinue appelée le système Séré de Rivières : quatre puissantes places fortes sont aménagées, les places de Verdun, de Toul, d'Épinal et de Belfort, composées d'une ceinture de forts et de batteries et largement garnies d'artillerie et d'infanterie. Si ces places sont réunies deux à deux par des rideaux de forts (le rideau des hauts de Meuse entre Verdun et Toul et le rideau de la Haute-Moselle entre Épinal et Belfort), un vaste espace entre les deux ensembles a été laissé libre : la « trouée de Charmes ». Cette trouée de 59 km de large (entre l'ouvrage du Chanot près de Toul et le fort de Dogneville près d'Épinal), un appât assez évident, est tout de même renforcée par cinq forts isolés, appelés « forts d'arrêt », contrôlant les axes ferroviaires pour rendre difficile une offensive : ce sont les forts de Manonviller (à l'est de Lunéville), de Frouard (au nord de Nancy), de Pont-Saint-Vincent (au sud de Neuves-Maisons), de Pagny-la-Blanche-Côte (au sud-ouest de Toul) et de Bourlémont (à l'ouest de Neufchâteau).
Le fort de Pont-Saint-Vincent est construit entre 1878 et 1881 en bordure d'une côte, à 420 mètres d'altitude, surplombant la confluence entre le Madon et la Moselle, ainsi que l'agglomération formée par Pont-Saint-Vincent et Neuves-Maisons. Le fort contrôle ainsi un des axes d'invasion, comprenant la route nationale 74 (actuelle D974) qui va de Chalon-sur-Saône à Sarreguemines (via Neufchâteau et Nancy), ainsi que la voie ferrée de Nancy à Mirecourt et Langres (via Culmont-Chalindrey). Avec le fort de Frouard plus au nord, le fort de Pont-Saint-Vincent permet d'étendre le périmètre de défense de la place forte de Toul vers l'ouest, intégrant toute la forêt de Haye, l'agglomération de Nancy devant être protégée par les fortifications de campagne élevées dès le début de la mobilisation sur le Grand Couronné. Quatre batteries annexes, construites en même temps que le fort, permettent de battre les angles morts : de Sainte-Barbe (48° 35′ 55″ N, 6° 05′ 30″ E), de la Chapelle (48° 35′ 56″ N, 6° 05′ 33″ E), de Bainville (48° 35′ 42″ N, 6° 05′ 01″ E) et Nord-Ouest de Saint-Jean (48° 36′ 07″ N, 6° 05′ 10″ E).
Par le décret du 21 janvier 1887, le ministre de la Guerre Georges Boulanger renomme tous les forts, batteries et casernes avec les noms d'anciens chefs militaires. Pour le fort de Pont-Saint-Vincent, son nom Boulanger fait référence au maréchal Aimable Pélissier qui commandait pendant le siège de Sébastopol en 1854-1855 : le nouveau nom devait être gravé au fronton de l'entrée. Dès le 13 octobre 1887, le successeur de Boulanger au ministère, Théophile Ferron, abroge le décret. Le fort reprend officiellement son nom précédent.

## Description du fort
Le fort est entouré d'un fossé sur quatre côtés, appuyé contre l'escarpement, lui donnant une forme de pentagone et délimitant à l'origine une surface de 4,3 hectares. La défense des fossés est confiée à deux caponnières simples et une double. Le centre du fort est occupé par un casernement à étage construit en maçonnerie et recouvert de terre, sur lequel trône une tourelle Mougin modèle 1876 en fonte (armée de deux canons de 155 mm) et autour duquel sont disposées les plateformes d'artillerie, séparées par 19 traverses-abris.
À la suite de la crise de l'obus-torpille dans les années 1880, le fort est modernisé. La première étape est en 1893-1896 : du béton est coulé sur les galeries de communication, deux casernements bétonnés, un abri-caverne et un magasin sous roc sont creusés ; le fort est agrandi au nord-est (à l'emplacement de la batterie de Sainte-Barbe), passant à une surface de 5,6 hectares, pour y installer une tourelle Galopin modèle 1890 en acier et à éclipse, armée de deux canons de 155 mm. Le nouveau saillant est équipé d'un coffre de contrescarpe double bétonné. En 1903, un réseau de barbelés ceinture désormais l'ensemble. En 1910, le fort est relié au réseau électrique civil et est équipé avec des groupes électrogènes pour alimenter l'éclairage, la ventilation et permettre la rotation rapide des tourelles. En 1910-1912 est rajoutée une tourelle et deux casemates équipées avec des projecteurs (pour le combat de nuit) ; cinq observatoires cuirassés sont installés.
Quant à la batterie Nord-Ouest de Saint-Jean, elle est composée de sept plateformes de tir, avec quatre traverses-abris et un magasin sous roc, le tout entouré d'un fossé défendu par une caponnière double ; l'armement était en 1914 de quatre canons de 120 mm de Bange. Les autres batteries ont été démantelées.

## Emploi auXXesiècle
Pour la mobilisation française de 1914, le fort accueille deux compagnies du 169e régiment d'infanterie, une batterie du 6e régiment d'artillerie à pied et un détachement du génie, soit une garnison de 1 090 hommes. Mais les combats ne s'approchent pas du fort. En 1915, les pièces d'artillerie sur affût de place sont envoyées sur le front. À la fin de la Première Guerre mondiale, le fort est utilisé comme dépôt de matériel par la force expéditionnaire des États-Unis.
En juin 1940, les tourelles d'artillerie ouvrent le feu en direction des colonnes allemandes approchant des ponts sur la Moselle. En 1943, l'Armée allemande fait démonter les cuirassements du fort : les emplacements des deux tourelles ne sont depuis que de larges puits.
Le site est réutilisé par l'Armée française comme centre d’entraînement commando (CEC, dépendant du 26e régiment d'infanterie) à partir de 1971, pour des stages de trois semaines. Il est rénové en 1980 puis abandonné en 1996.

## Transformation en parc de loisirs
En 1999, le fort est racheté en vente à la bougie par un groupe de passionnés qui inaugure en 2005 le fort de l’Aventure, le premier à être aménagé dans un fort en France.
Le site s'étend sur 70 000 m2 :

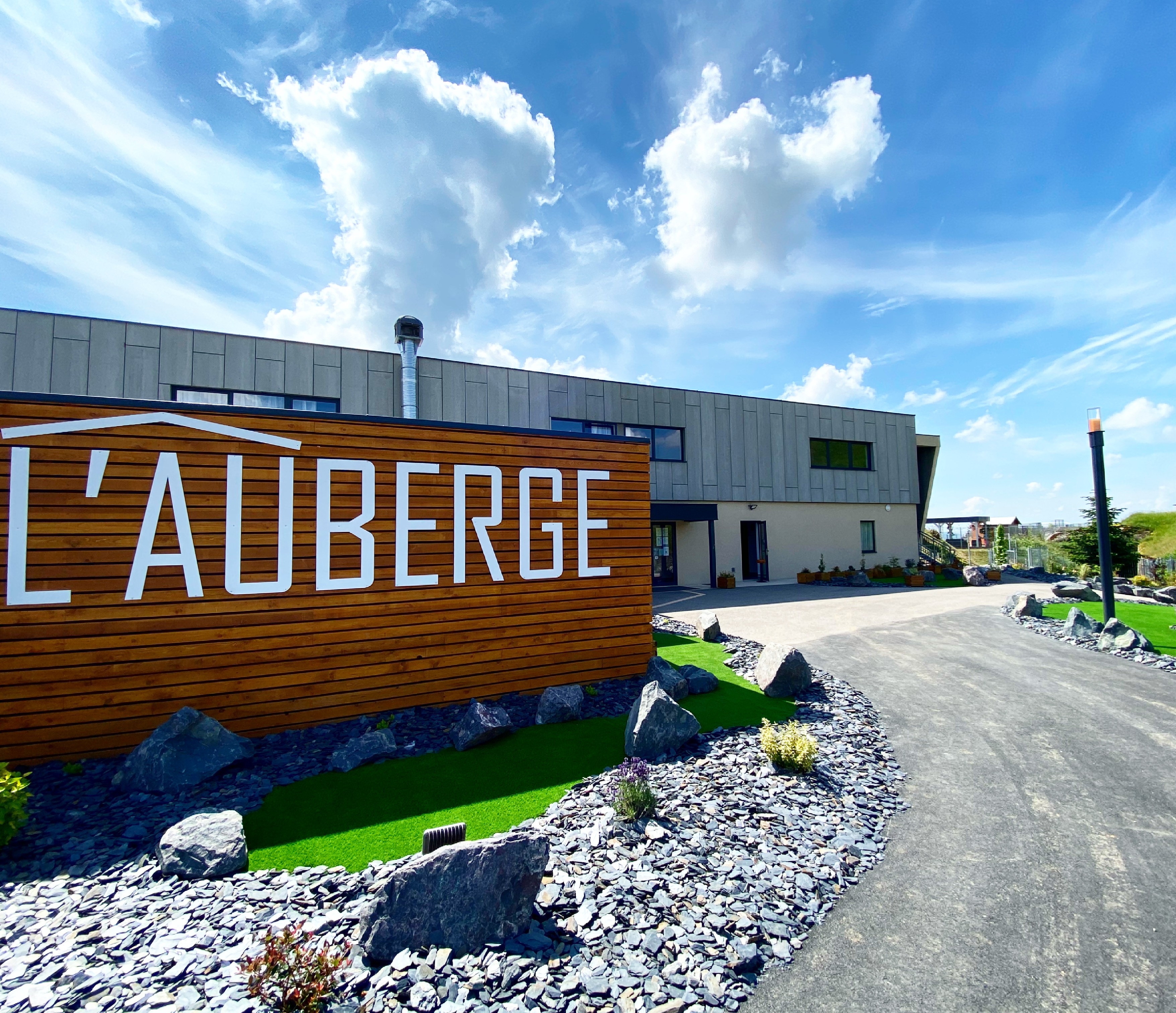
Auberge du Fort Pélissier

- Parcours extérieur d'accropierre avec activités acrobatiques dans les fossés et sur les dessus du fort ;
- Parcours intérieur avec labyrinthe, chasse aux énigmes, et mission aventure
- Activités commando, laser et visite historique ;
- Location des salles voûtées en pierres apparentes pour des réceptions privées ou professionnelles ;
- Restaurant panoramique en bord de falaise depuis 2018 ;
- Hébergement à l'étage du restaurant avec vue à 360°
- Hangar du Fort, bâtiment de 2 500 m2 réhabilité en 2019 en salle de spectacle [10].